# Mi Serpentis
Mi Serpentis (μ Ser) – gwiazda w gwiazdozbiorze Węża, odległa o 170 lat świetlnych od Słońca.

## Charakterystyka
Mi Serpentis to gwiazda podwójna. Głównym składnikiem jest biała gwiazda ciągu głównego należąca do typu widmowego A0, podobnie jak Wega. Ma ona towarzyszkę odległą o 0,3 sekundy kątowej (pomiar z 2014 r.). Cały układ ma obserwowaną wielkość gwiazdową 3,53m, składniki indywidualnie mają jasność odpowiednio 3,75 i 5,39m. Obiegają one wspólny środek masy w czasie około 36 lat. Masy składników są oceniane na około 2,4 i 2,3 masy Słońca, z dosyć dużą niepewnością.